# The Urmuz Epigrams
The Urmuz Epigrams est un album de John Zorn inspiré par l'écrivain roumain Urmuz. Accompagné par Ches Smith aux percussions et vibraphone, John Zorn crée une œuvre dans le style des file cards, utilisant le studio comme un instrument. Les pièces sont présentées en deux versions, la première contemporaine, la seconde comme un enregistrement de 78 tours.

## Titres
| No | Titre                                                                                                  | Durée |
| -- | --- | ----- |
|    | The Urmuz Epigrams - modern reconstruction                                                             |       |
| 1. | Disgusted with Life                                                                                    | 2:48  |
| 2. | This Piano Lid Serves as a Wall                                                                        | 3:52  |
| 3. | With Wet Clothes and Disheveled Hair He Wandered in the Dead of Night in Search of Shelter             | 3:02  |
| 4. | Then Again, Who Amongst us can Complain                                                                | 3:40  |
| 5. | A Rain of Threats and Screams                                                                          | 3:43  |
| 6. | The Pelican or the Pelicaness                                                                          | 3:06  |
| 7. | After That the Funnel Became a Symbol                                                                  | 2:55  |
| 8. | Desperate from Having Been Left without a Bladder                                                      | 1:28  |
|    | The Urmuz Epigrams - original versions, privately pressed on the Romanian Pabuciphone label circa 1923 |       |
| 1. | Disgusted with Life                                                                                    | 2:50  |
| 2. | This Piano Lid Serves as a Wall                                                                        | 3:56  |
| 3. | With Wet Clothes and Disheveled Hair He Wandered in the Dead of Night in Search of Shelter             | 3:05  |
| 4. | Then Again, Who Amongst us can Complain                                                                | 3:48  |
| 5. | A Rain of Threats and Screams                                                                          | 3:50  |
| 6. | The Pelican or the Pelicaness                                                                          | 3:11  |
| 7. | After That the Funnel Became a Symbol                                                                  | 2:57  |
| 8. | Desperate from Having Been Left without a Bladder                                                      | 1:20  |

## Personnel
- John Zorn : saxophone, piano, orgue, effets sonores, guitare, basse, appeaux, percussion, voix
- Ches Smith : batterie, percussion, vibraphone, glockenspiel, voix